# Juliusz Leo
Juliusz Franciszek Leo (15. listopadu 1861 Wieliczka – 21. února 1918 Krakov) byl rakouský a polský právník, vysokoškolský pedagog a politik z Haliče, na počátku 20. století poslanec Říšské rady a starosta Krakova.

## Biografie
Vystudoval na Jagellonské univerzitě v Krakově. V roce 1888 se habilitoval. V letech 1892–1904 byl profesorem finanční vědy a národohospodářství na Jagellonské univerzitě. Angažoval se v politice. Od roku 1901 zasedal jako poslanec Haličského zemského sněmu a v roce 1904 se stal starostou Krakova. Ve funkci starosty provedl četné reformy a za jeho působení prodělal Krakov výrazný rozmach. V roce 1908 se mu podařilo prosadit zemský zákon, na jehož základně byl utvořen Velký Krakov připojením okolních obcí.
Na počátku 20. století se zapojil i do celostátní politiky. Ve volbách do Říšské rady roku 1911 získal mandát v Říšské radě (celostátní zákonodárný sbor) za obvod Halič 8. Byl členem poslanecké frakce Polský klub. Ve vídeňském parlamentu setrval až do své smrti. K roku 1911 se profesně uvádí jako tajný rada, univerzitní profesor, starosta Krakova a zemský poslanec.
V roce 1912 se stal předsedou Polského klubu na Říšské radě. Patřil ke konzervativní straně, později byl jedním z hlavních politiků liberální Polské demokratické strany. V roce 1914 byl prvním předsedou Nejvyššího národního výboru (Naczelny Komitet Narodowy), který v době války sdružil polskou politickou reprezentaci v Rakousku-Uhersku.